# Azra Delić
Azra Delić (21. prosinca 1986.), hrvatska klizačica. 
Od svoje 5. godine bavi se klizanjem, a od 1997. je članica kluba sinkroniziranog klizanja Zagrebačke pahuljice. Jedna je od tri klizačice koje kližu od nastajanja kluba, a u sezoni 2007./2008. i 2008./2009. je seniorska kapetanica.